# Catasticta lisa
Catasticta lisa is een vlindersoort uit de familie van de witjes (Pieridae), onderfamilie Pierinae.
De wetenschappelijke naam van de soort werd in 1969 gepubliceerd door Baumann & Reissinger.